# Gisuljadeul
Gisuljadeul (기술자들?), noto anche con il titolo internazionale The Con Artists, è un film del 2014 co-scritto e diretto da Kim Hong-sun.

## Trama
Ji-hyuk è un ladro che pianifica il furto perfetto: rubare dei diamanti dal valore di circa 150 milioni di dollari dal caveau di un edificio particolarmente sorvegliato; per farlo si avvale dell'aiuto del collaboratore Koo-in e dell'abile hacker Jong-Bae.

## Distribuzione
In Corea del Sud la pellicola è stata distribuita a livello nazionale dalla Lotte Entertainment, a partire dal 24 dicembre 2014.